# Aura Celina Casanova
Aura Celina Casanova   () va ser una política veneçolana, la primera dona a Veneçuela designada al Gabinet.
El 1968, el president Raúl Leoni la va nomenar ministra de Desenvolupament Econòmic, càrrec que va ocupar fins al 1969.